# فولفغانغ فيبر
فولفغانغ فيبر (بالألمانية: Wolfgang Weber)‏ (مواليد 26 يونيو 1944) هو لاعب كرة قدم. يلعب مع منتخب ألمانيا الغربية لكرة القدم. سبق له أن لعب في كأس العالم لكرة القدم مع منتخب بلاده.

## مسيرته الكروية
لعب فولفغانغ فيبر خلال مسيرته الاحترافية مع نادِ واحدٍ في أربعة عشر موسمًا وسجل خلالها 21 هدفًا ضمن 356 مباراة. حيث فاز في موسمين بالكأس وفي موسم واحد بالدوري.
خاض فولفغانغ فيبر مسيرته مع نادي كولن في موسم 1963–64 ليلعب معه أربعة عشر موسمًا، مشاركًا في 356 مباراة سجل خلالها 21 هدفًا.

## روابط خارجية
- فولفغانغ فيبر على موقع IMDb (الإنجليزية)
- فولفغانغ فيبر على موقع كينوبويسك (الروسية)
- فولفغانغ فيبر على موقع قاعدة بيانات كرة القدم.إي يو (الإنجليزية)
- فولفغانغ فيبر على موقع بيانات كرة القدم. دي إي (الألمانية)
- فولفغانغ فيبر على موقع ناشيونال فوتبول تيمز (الإنجليزية)
- فولفغانغ فيبر على موقع عالم كرة القدم.نت (الإنجليزية)